# Give 'Em the Boot VI
Give 'Em the Boot VI is het zevende album (zesde in de chronologische volgorde) uit de Give 'Em the Boot-serie van het Amerikaanse punklabel Hellcat Records. Het album werd uitgegeven op 6 mei 2007 op cd. Het album bevat net zoals het voorgaande album 18 nummers, minder dan de voorgaande albums uit de serie.
Het album bevat meer oude en eerder uitgegeven nummers dan de voorgaande albums uit de serie. Zo is er onder andere een nummer van Operation Ivy op te horen, een band die in 1989 uit elkaar ging.

## Nummers
1. "Endrina" (Rancid) - 1:15
2. "Freaks In Uniforms" (HorrorPops) - 2:44
3. "Reggae Hit L.A" (The Aggrolites) - 3:06
4. "Corruption" (Static Thought) - 2:57
5. "Soon It Will Be" (Time Again) - 2:48
6. "Talking Bombs" (The Unseen) - 2:36
7. "Please Forgive Me" (Westbound Train) - 3:55
8. "Rider" (The Slackers) - 4:02
9. "You Ougtta Know By Now" (The Heart Attacks) - 2:28
10. "Here We Go Again" (Operation Ivy) - 2:05
11. "Get The Fuck Out Of My Way" (Orange) - 3:20
12. "Born, Raised, Passed Away" (Los Difuntos) - 4:44
13. "Inner City Violence" (Tim Armstrong) - 3:49
14. "Who's On Your Side" (Society's Parasites) - 2:00
15. "Voodoo Shop Hop" (Nekromantix) - 3:31
16. "City to City" (Left Alone) - 3:14
17. "Citizen C.I.A" (Dropkick Murphys) - 1:28
18. "Afterworld" (Tiger Army) - 3:15